# Cobubatha chihuahua
Cobubatha chihuahua är en fjärilsart som beskrevs av Blanchard och Edward C. Knudson 1984. Cobubatha chihuahua ingår i släktet Cobubatha och familjen nattflyn. Inga underarter finns listade i Catalogue of Life.